# Lady Grey (Südafrika)
Lady Grey ist eine Stadt in der südafrikanischen Provinz Ostkap. Sie ist Sitz der Gemeinde Senqu im Distrikt Joe Gqabi.
Der Ort liegt 54 Kilometer östlich von Aliwal North und in der Nähe der Grenze zu Lesotho am Fuß der Witteberge, die den Ort von Norden, Osten und Süden einrahmen. Der Ort hat 1395 Einwohner (Volkszählung 2011). Im Südwesten liegt die Township Khwezinaledi.
Lady Grey wurde 1857 auf dem Gelände der Farm Waaihoek gegründet und nach Eliza Lucy Grey, der Frau des Gouverneurs der Kapkolonie, Sir George Grey, benannt. 1893 erhielt der Ort Gemeindestatus.
Im  Zentrum des Ortes steht eine niederländisch-reformierte Kirche aus dem 19. Jahrhundert.
Lady Grey liegt nahe der Straße R58, die Aliwal North mit Elliot im Südosten verbindet. Eine weitere Straße führt nordwärts nach Sterkspruit. Lady Grey liegt an der ehemaligen Bahnstrecke Aliwal North–Barkly East.